# Jim Loscutoff
James Loscutoff Jr. (ur. 4 lutego 1930 w San Francisco, zm. 1 grudnia 2015 w Naples) – amerykański koszykarz, występujący na pozycji skrzydłowego.
Do NBA został wybrany w drafcie w 1955 przez Boston Celtics i w tej organizacji spędził całą karierę. Debiutował w sezonie 1955/56. Siedem razy zdobywał pierścienie mistrzowskie (1957, 1959–1964). Jego numer na koszulce (18) został przez Celtics zastrzeżony, jednak on sam poprosił by nadal był w użyciu. Występował z nim m.in. Dave Cowens.

## Osiągnięcia
College
- Został zaliczony do I składu PCC (1955)

NBA
- 7-krotny mistrz NBA (1957, 1959–1964)[2]
- Wicemistrz NBA (1958)[2]
- Klub Boston Celtics zawiesił pod kopułą hali baner z napisem „Loscy” w celu uhonorowania jego wkładu w tytułu mistrzowskie[3]